# Keszthelyi Endre
Keszthelyi Endre (Pécs, 1847. december 22. – Nagykanizsa, 1890. július 15.) piarista áldozópap és tanár.

## Élete
1867. szeptember 8-án a ciszterci gimnázium VI. osztályából a rendbe lépett. A szerzetesi próbaév eltöltével Vácról Kecskemétre küldték, ahol a VII. és VIII. osztályt végezte. 1870-ben tanári alkalmazást nyert Vácon, egyszersmind magánszorgalommal teológiai tanulmányait is elvégezte és 1873-ban áldozópappá szenteltetett. 1880. május 6-án a budapesti egyetemen kiállott vizsgálatok alapján a magyar nyelv és irodalomból és a bölcseletből tanári képesítő oklevelet nyert. Tanár volt Vácon két évig, Sátoraljaújhelyen egy, Szegeden két, Selmecbányán egy, Léván két, Kecskeméten két, Veszprémben öt, Nagykanizsán 1885-től öt évig, utóbbi tíz év alatt a német nyelvet és irodalmat is tanította.
Programmértekezései a lévai gimnázium Értesítőjében (1875, Vallás-erkölcsös nevelés a boldogság alapja), a veszprémi gymnasium Értesítőjében (1881, Hogyan mulassunk a vakatióban).

## Munkája
- Kalmár Endre, Az Urban elhunyt rendtagok kegyeletes emléke. Bpest. 1891. 7. l.